# تراموا کمنیتس
تراموا کمنیتس (آلمانی: Straßenbahnnetz Chemnitz) سیستم تراموا در شهر کمنیتس، آلمان است.
این تراموا که در سال ۱۸۸۰ تأسیس شده دارای ۹ خط و کیلومتر طول می‌باشد.

## نگارخانه

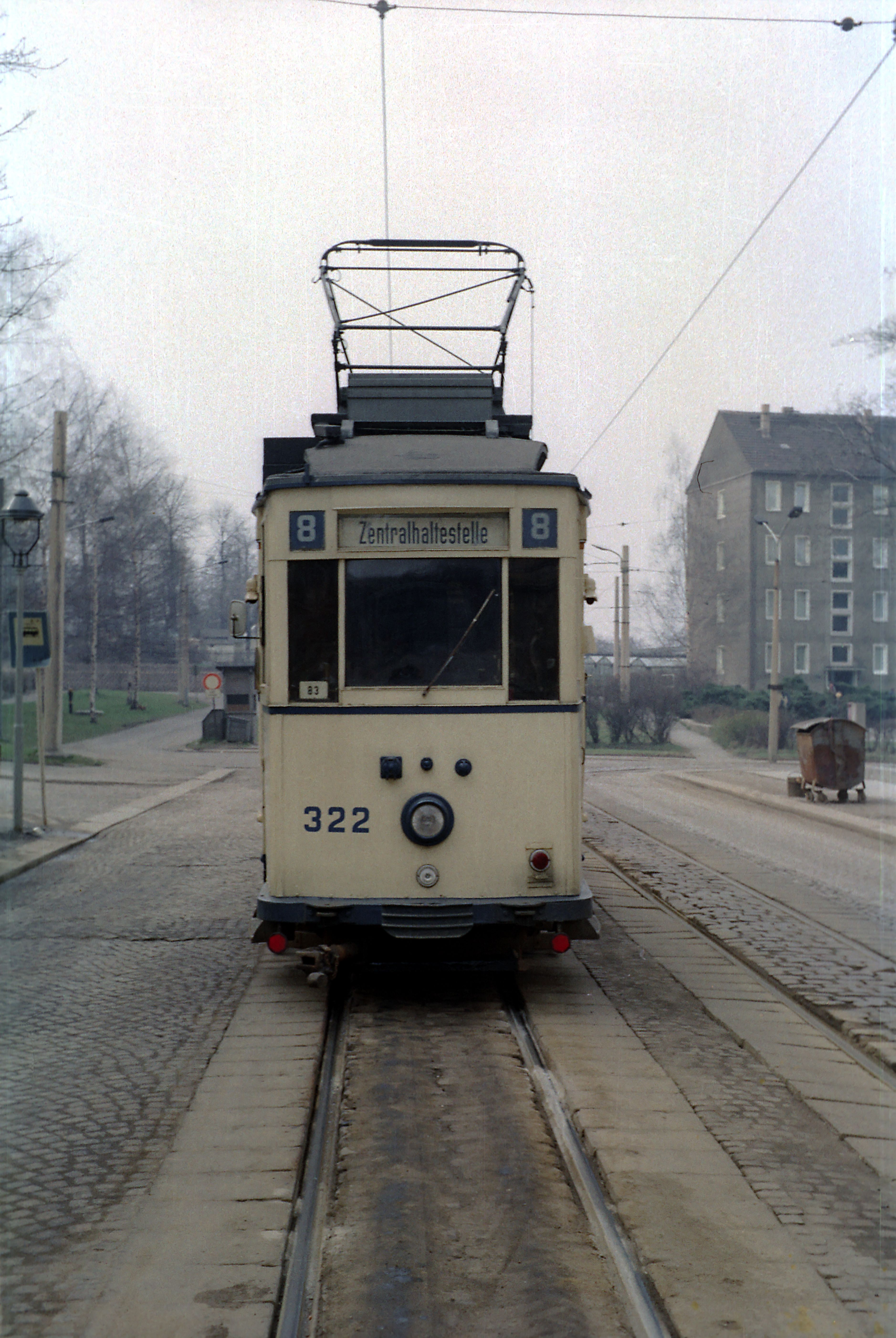
۱۹۷۹
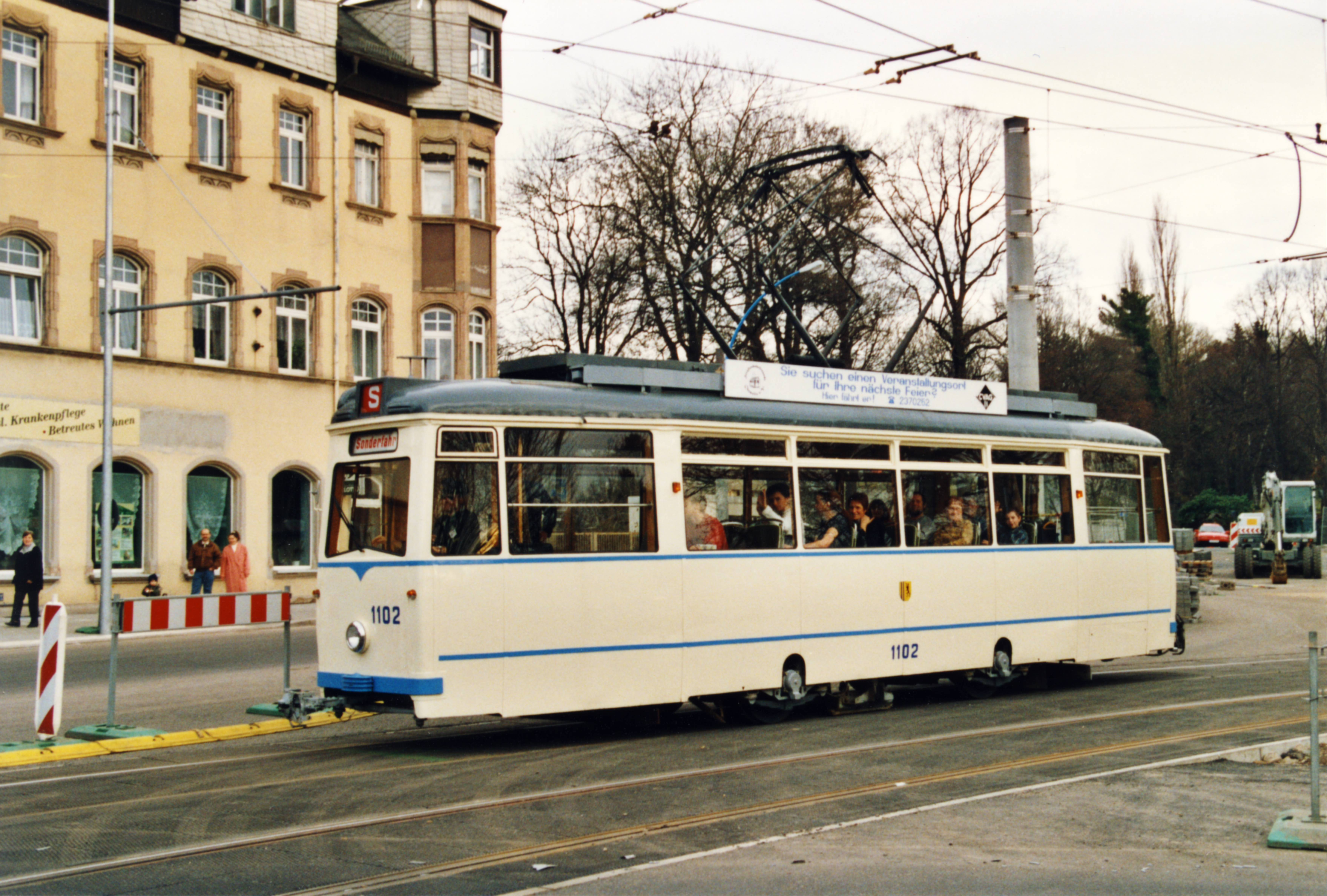
۲۰۰۱
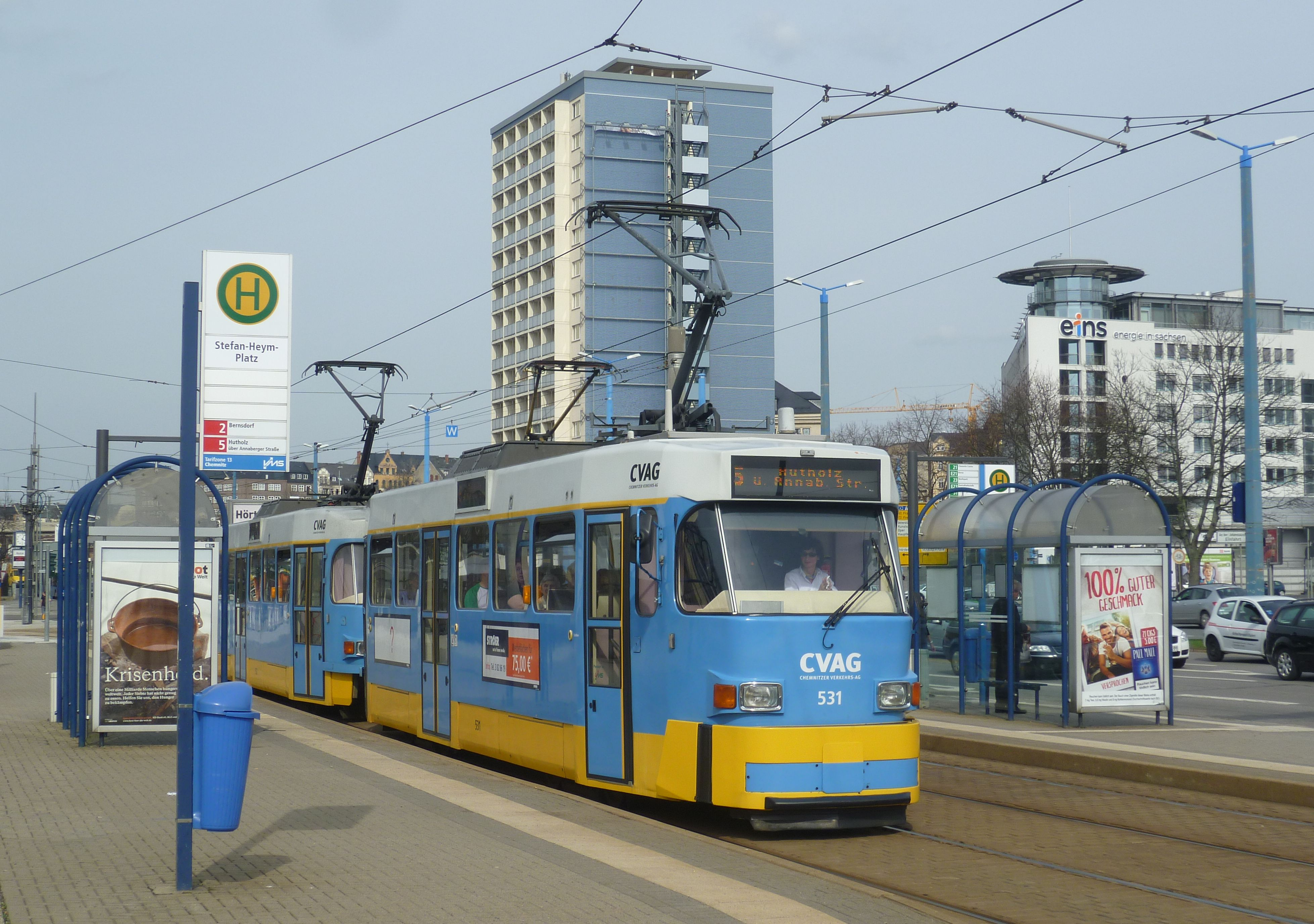
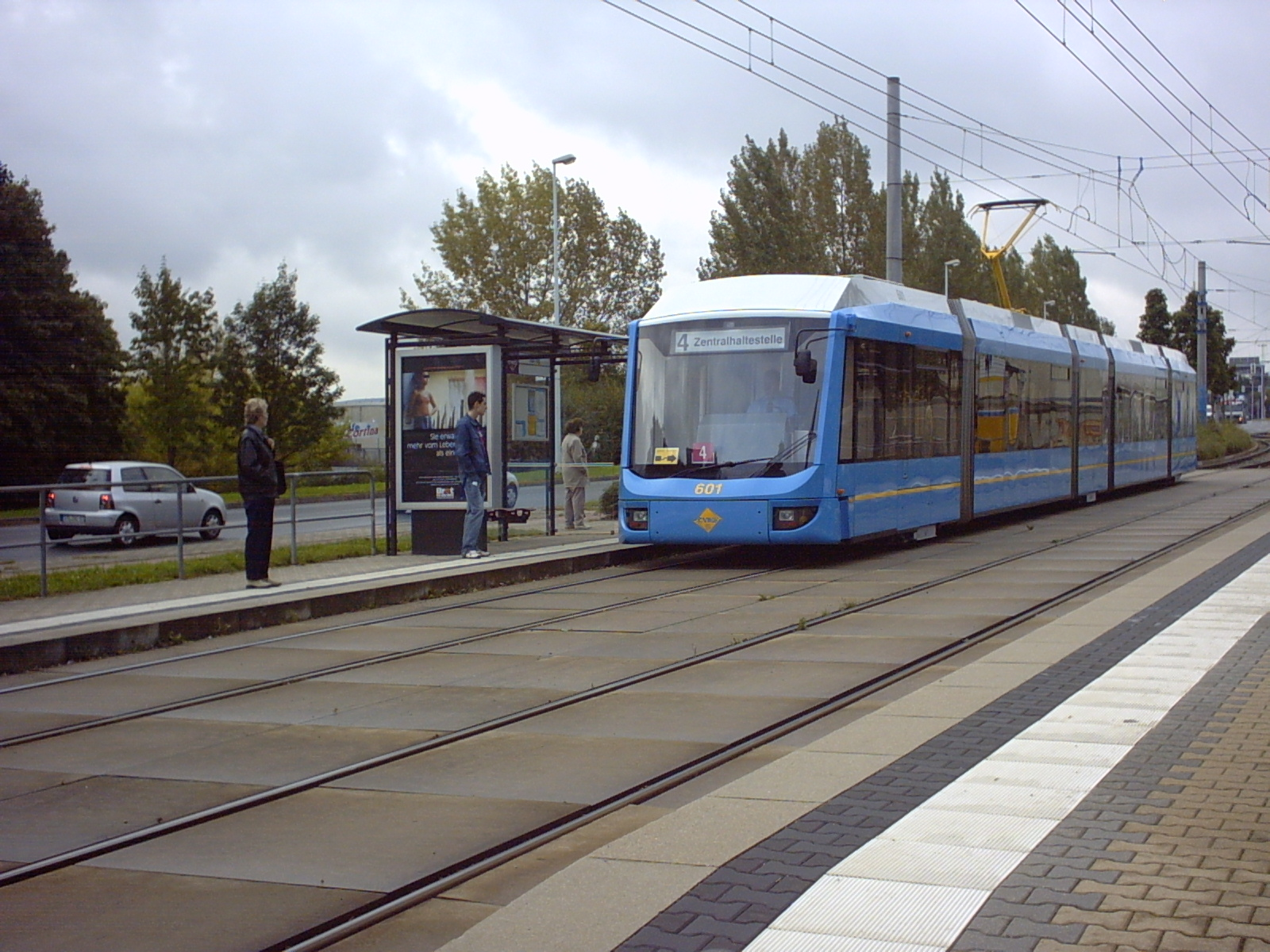
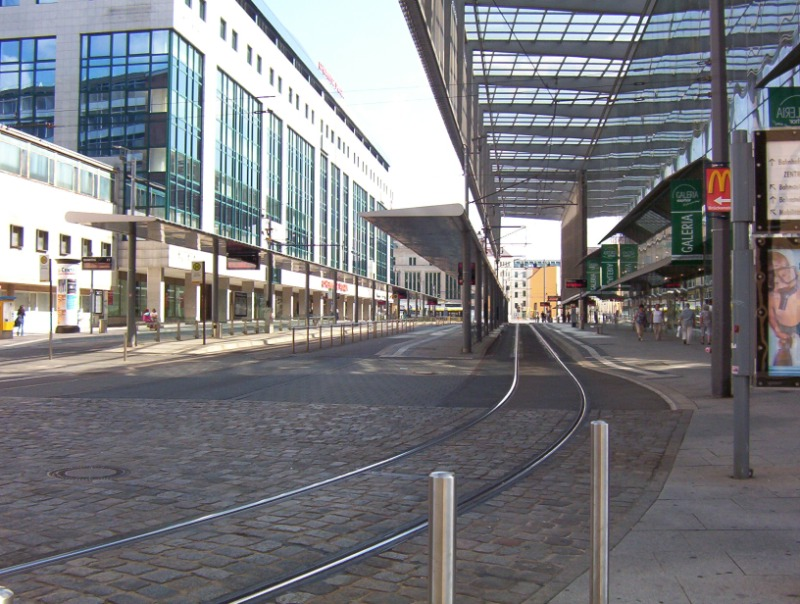